# SMS Erzherzog Friedrich
 (avril 2020).
Si vous disposez d'ouvrages ou d'articles de référence ou si vous connaissez des sites web de qualité traitant du thème abordé ici, merci de compléter l'article en donnant les références utiles à sa vérifiabilité et en les liant à la section « Notes et références ».
Le SMS Erzherzog Friedrich était un cuirassé pré-dreadnought de classe Erzherzog Karl construit par l'Autriche-Hongrie en 1902.